# Debbie Reynoldsová
Debbie Reynoldsová, narozená jako Mary Frances Reynoldsová (1. dubna 1932 El Paso – 28. prosince 2016 Los Angeles) byla americká herečka, zpěvačka a tanečnice.
Známost získala roku 1952 v muzikálové komedii Singin' in the Rain (Zpívání v dešti). Za roli v muzikálu The Unsinkable Molly Brown byla nominována na Oscara za ženský herecký výkon v hlavní roli. Nominována za tuto roli byla i na Zlatý glóbus, na tuto cenu byla nominována celkem pětkrát (Three Little Words, Bundle of Joy, The Unsinkable Molly Brown, The Debbie Reynolds Show, Mother), dvakrát pak na cenu Emmy (A Gift of Love: The Daniel Huffman Story, Will & Grace), nikdy však žádnou z těchto cen nezískala. Obdržela však American Comedy Award za celoživotní dílo.
S jedním ze svých manželů, hercem Eddie Fisherem, měla dceru, herečku Carrie Fisherovou, představitelku princezny Leii v Hvězdných válkách.
Byla známou sběratelkou filmových memorabilií. Zřídila dokonce filmové muzeum (nejprve v Los Angeles, později bylo přemístěno do Tennessee), jeho sbírky však musely být rozprodány po Reynoldsové osobním bankrotu.
Zemřela den po smrti své dcery Carrie Fisherové.